# 영국 공주 빅토리아
영국 공주 빅토리아(Victoria Alexandra Olga Mary, 1868년 7월 6일 ~ 1935년 12월 3일)는 영국 국왕 에드워드 7세의 차녀로 영국의 왕족이다.
그녀는 자신이 태어난 말보로 하우스와 샌드링엄에서 가정교사의 교육을 받으며 자랐고, 오빠 조지 5세와 사이가 좋았다. 포르투갈 왕국의 카를루스 1세를 비롯해 많은 구혼자가 있었으나 평생을 독신으로 살았으며 어머니 알렉산드라와 함께 살다가 어머니의 사후에는 버킹엄셔에서 여생을 보냈다. 빅토리아는 1935년 12월 자신의 집에서 숨을 거두었고 여동생의 죽음에 충격을 받은 조지 5세는 약 한 달 뒤 죽었다.